# 올림푸스 E-1

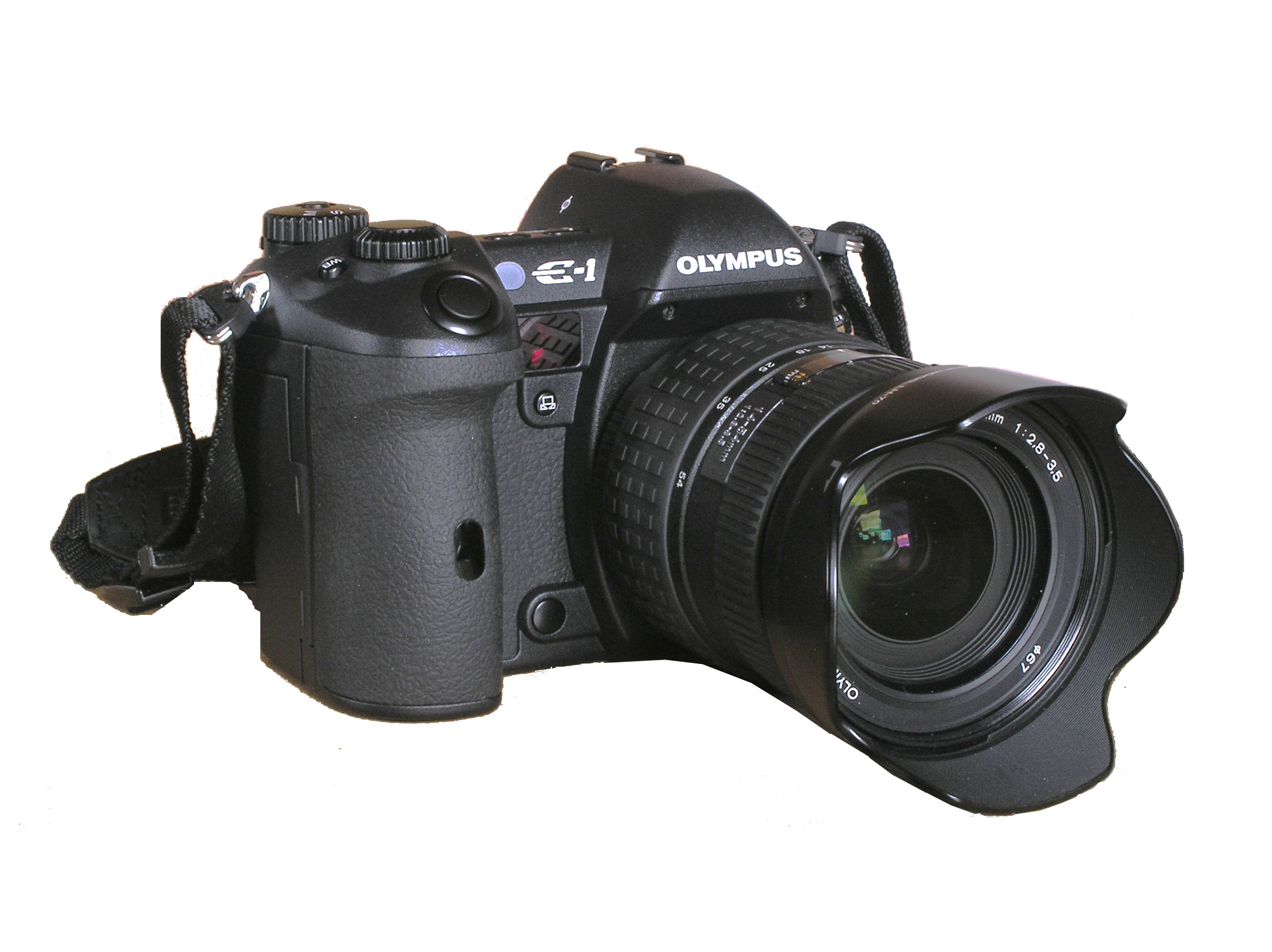

올림푸스 E-1(Olympus E-1)은 올림푸스의 디지털 SLR이다. 2003년 6월 24일 발표되었다. 기존 필름 카메라 시스템에 바탕을 두지 않고, 디지털을 고려해 렌즈 마운트와 전체 시스템이 디자인된 포서즈 시스템 최초의 디지털 SLR이다. 490만 유효 화소를 가진 코닥 CCD를 사용한다.

## 경쟁
올림푸스 E-1은 전문가용 카메라로 기획되어 방진, 방습 기능이 있다. 그러나, 유효 화소 및 화질, 반응 속도, 연속 촬영 속도, 자동 초점 성능 등이 당시 타사 프로슈머 모델들과 비슷하거나 오히려 떨어진다는 비판을 받았다.

## RAW 이미지 포맷
E-1의 RAW 이미지 포맷(ORF 확장자)에는 비트 팩킹(bit packing)이 적용되지 않아 16 bit 공간에 12 bit 용량의 픽셀 데이터를 저장한다. 이로 인해 파일 용량이 필요 이상으로 커지게 되었다.